# Мінаков Анатолій Олексійович
Мінаков Анатолій Олексійович (13 квітня 1949 — 4 січня 2012) — український астрофізик, спеціаліст з гравітаційного лінзування, завідувач відділом космічної радіофізики Радіоастрономічного інституту НАНУ (1999—2012). Лауреат Премії НАНУ ім. С. Я. Брауде (2010) та Державної премії України (2014, посмертно).

## Біографія
Народився в Харкові 13 квітня 1949 року. З вересня 1967 по 1971 рік працював техніком у КБ Електроприладобудування. 1968 року закінчив Харківський автотраспортний технікум за спеціальністю «автоматика і телемеханіка». Потім з вересня 1969 по липень 1974 року був студентом Харківського державного університету. Навчався на кафедрі космічної радіофізики, і отримав диплом з відзнакою за спеціальністю «радіофізика та електроніка».
З вересня по листопад 1974 року працював інженером в Інституті радіофізики та електроніки АН УРСР. В 1974—1975 роках проходив строкову службу в армії. Після служби повернувся в Інститут радіофізики та електроніки і в 1976—1978 роках навчався там в аспірантурі, а в 1979—1985 роках працював молодшим науковим співробітником. 1980 року в Ленінградському державному університеті захистив кандидатську дисертацію «Фокусування електромагнітних хвиль в слабких гравітаційних полях».
З 1985 і до кінця життя працював в Радіоастрономічному інституті НАНУ в Харкові. 1993 року в Головній астрономічній обсерваторії НАНУ захистив докторську дисертацію «Взаємодія електромагнітних і гравітаційних полів гравітаційної лінзи». В Радіоастрономічному інституті НАНУ обіймав посаду заступника директора з наукової роботи (1995—2012) і завідувача відділом космічної радіофізики Радіоастрономічного інституту НАНУ (1999—2012).
Був членом редколегій журналів «Вісник астрономічної школи» та «Радиофизика и Радиоастрономия». Керував астрофізичним семінаром Радіоастрономічного інституту. Був членом Експертної ради Вищої атестаційної комісії України зі спеціальності «астрофізика та радіоастрономія» (1997—2002) й ученим секретарем Наукової ради з проблеми «Астрономія» Відділення фізики і астрономії НАН України (з 2003).
Викладав на кафедрі космічної радіофізики радіофізичного факультету Харківського національного університету на посаді доцента (1998—2001) і професора (з 1 вересня 2001 року до кінця життя). Читав загальні курси зі статистичної радіофізики та теорії інформації, керував аспірантами та дипломниками, підготував двох кандидатів та одного доктора наук. У співавторстві з О.Ф. Тирновим вийшов перший в Україні підручник зі статистичної радіофізики для вищих навчальних закладів. Підручник був рекомендований Міністерством освіти і науки України та витримав три видання.
Помер в Харкові 4 січня 2012 року.

## Наукові дослідження
Найважливіші наукові результати Анатолія Мінакова стосуються руху електромагнітних хвиль у гравітаційних полях. Він досліджував поширення електромагнітного випромінювання в полях тяжіння небесних тіл, які мають складний розподіл та рух мас, а також власні електромагнітні поля.
Він теоретично досліджував гравітаційне лінзування різними астрофізичними об'єктами, а також багато років співпрацював зі спостерігачами НДІ астрономії Харківського університету і брав участь у спостереженнях гравітаційного лінзування на обсерваторії Майданак в Узбекистані.
Мінаков статистично вивчав мікролінзування, яке справляє на електромагнітну хвилю тяжіння великої кількості зір, випадково розподілених в галактиках. За спостережними даними він зміг побудувати функцію розподілу мас мікролінз в галактиці, а також з високою роздільною здатністю дослідити структуру центральних областей квазарів.
Він досліджував взаємодію електромагнітних і гравітаційних хвиль в полях тяжіння заряджених та намагнічених чорних дір або нейтроних зір. Гравітаційні хвилі можуть частково конвертуватись в електромагнітні хвилі, що теоретично дозволяє дослідження гравітаційних хвиль шляхом вимірювання наземним спостерігачем індукованих ними електромагнітних хвиль.

## Нагороди і пам'ять
- Премія НАН України імені С. Я. Брауде за цикл робіт «Статистичний аналіз поширення електромагнітних хвиль у випадково-неоднорідних середовищах» (2010)[4].
- Державна премія України в галузі науки і техніки за роботу «Будова та еволюція Всесвіту на галактичних та космологічних масштабах, прихована маса і темна енергія: теоретичні моделі та спостережні результати» (2014, посмертно)[5].
- 2013 року Рада молодих учених Радіоастрономічного інституту НАНУ заснувала Премію імені А. О. Мінакова РІ НАНУ в галузі радіофізики. Премія присуджується в непарні роки науковцям радіоастрономічного інституту віком до 35 років[2].